# Karwacz (wieś w województwie mazowieckim)
Karwacz – wieś w Polsce położona w województwie mazowieckim, w powiecie przasnyskim, w gminie Przasnysz. Leży nad rzeką Morawką dopływem Węgierki.
Wieś ma status sołectwa.
Do 1954 roku siedziba wiejskiej gminy Karwacz. W latach 1975–1998 miejscowość administracyjnie należała do województwa ostrołęckiego.
Wierni kościoła rzymskokatolickiego należą do parafii Chrystusa Zbawiciela w Przasnyszu.